# Botan, Skara
Botaniska trädgården i Skara, oftare kallad Botan, började anläggas av Linnélärljungen Peter Hernqvist 1776. Efter Hernqvists död förföll trädgården delvis, men rustades upp drygt 100 år senare. 

## Växter
I Botan finns många olika typer av växter, och mycket av trädgårdens ursprungliga upplägg finns fortfarande kvar. Sedan starten har områden så som boklunden, eklunden och ängsvallen funnits. Dessutom finns flera av de askarna som planterades på Hernqvists tid kvar än idag. Flera sällsynta trädsorter återfinns i trädgården, däribland gingko, katsura, kaukasisk vingnöt, himalayabjörk och näverhägg. 
I den västra delen av parken finns en örtagård som återskapades 2007. Där finns olika medicinalväxter så som lin, mynta, nejlikrot, lavendel, libbsticka, akleja och ålandsrot. Dessutom finns det också hjärtstilla, läkevänderot och röd solhatt.

## Traditioner
Botan spelar en viktig roll i flera av traditionerna kopplade till studentexamen på Katedralskolan och körföreningen Musikens vänner. Under maj månad har Musikens vänner flera framträdanden i parken, de så kallade majsjungningarna. Vid det traditionsenliga studentfirandet i Skara tågar alla studenter från Katedralskolan till Botan där de tillsammans med Musikens vänner genomför lekarna simning och ridning. Den traditionen startade efter att tidiga studenter spontant lekte och dansade i Botan, och nu har det blivit en av de starkaste studenttraditionerna. En nyare tradition som också utspelar sig i Botan är tältningen, där alla blivande studenter tillsammans tältar i parken.

## Bildgalleri

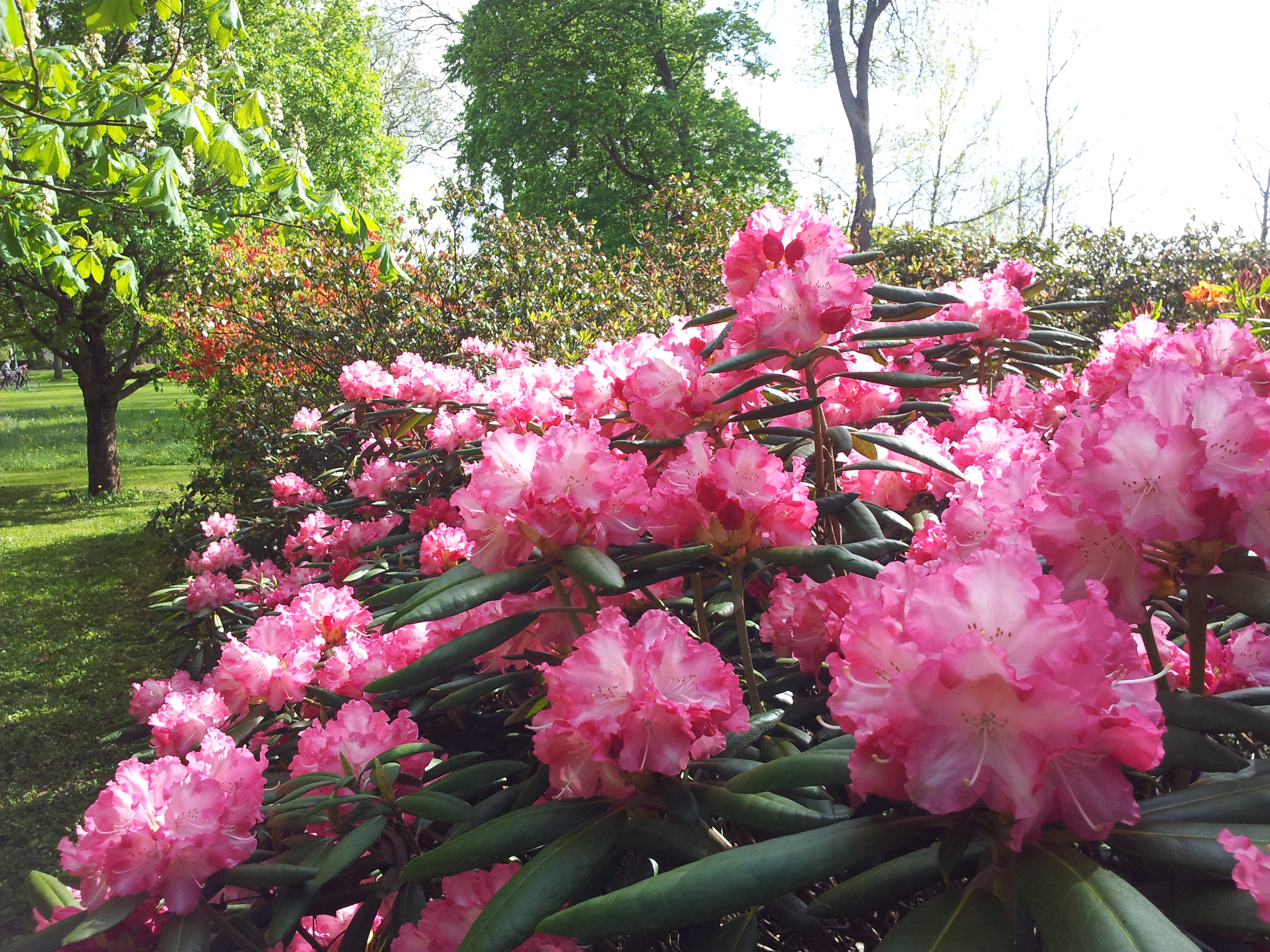
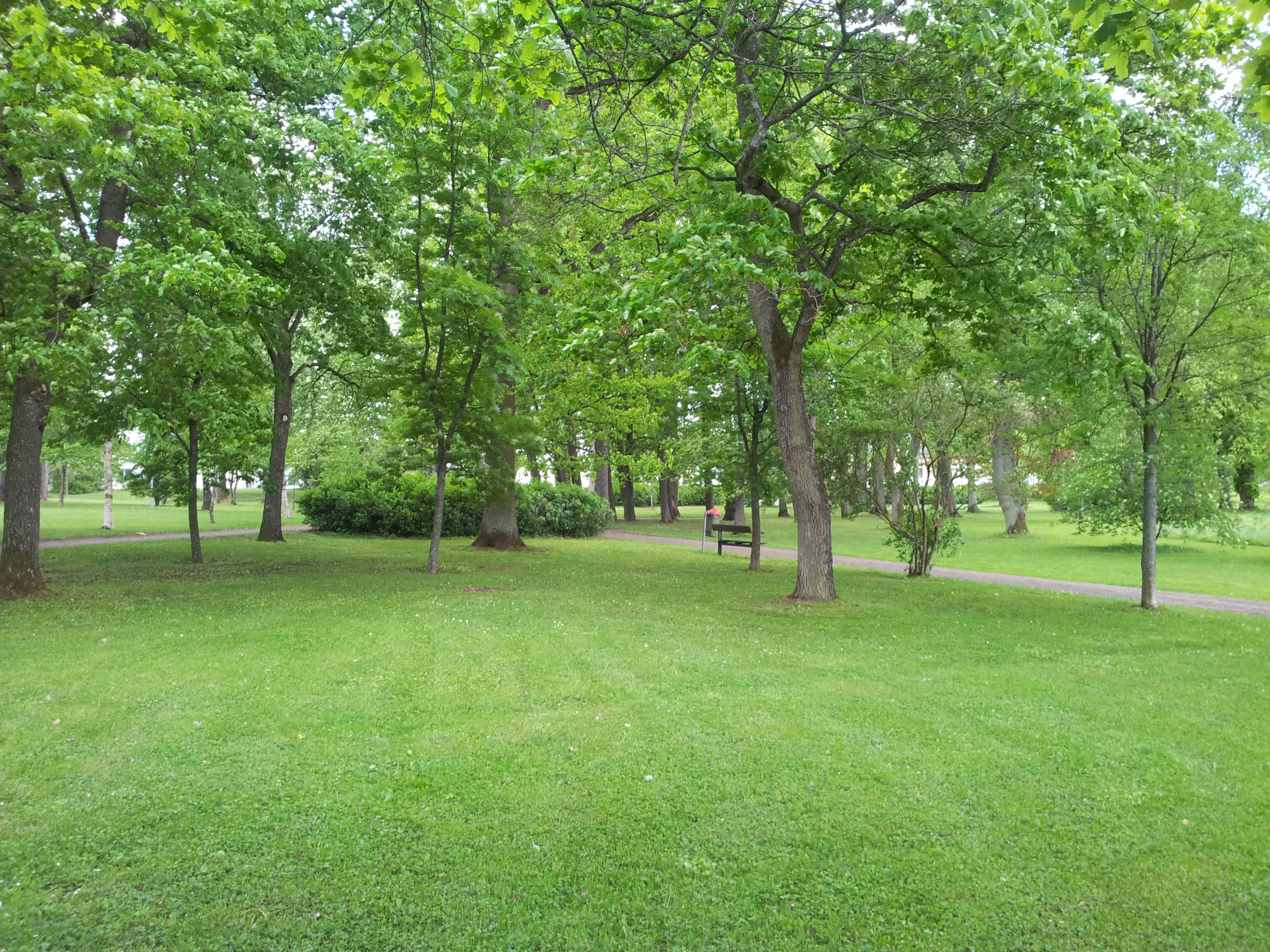
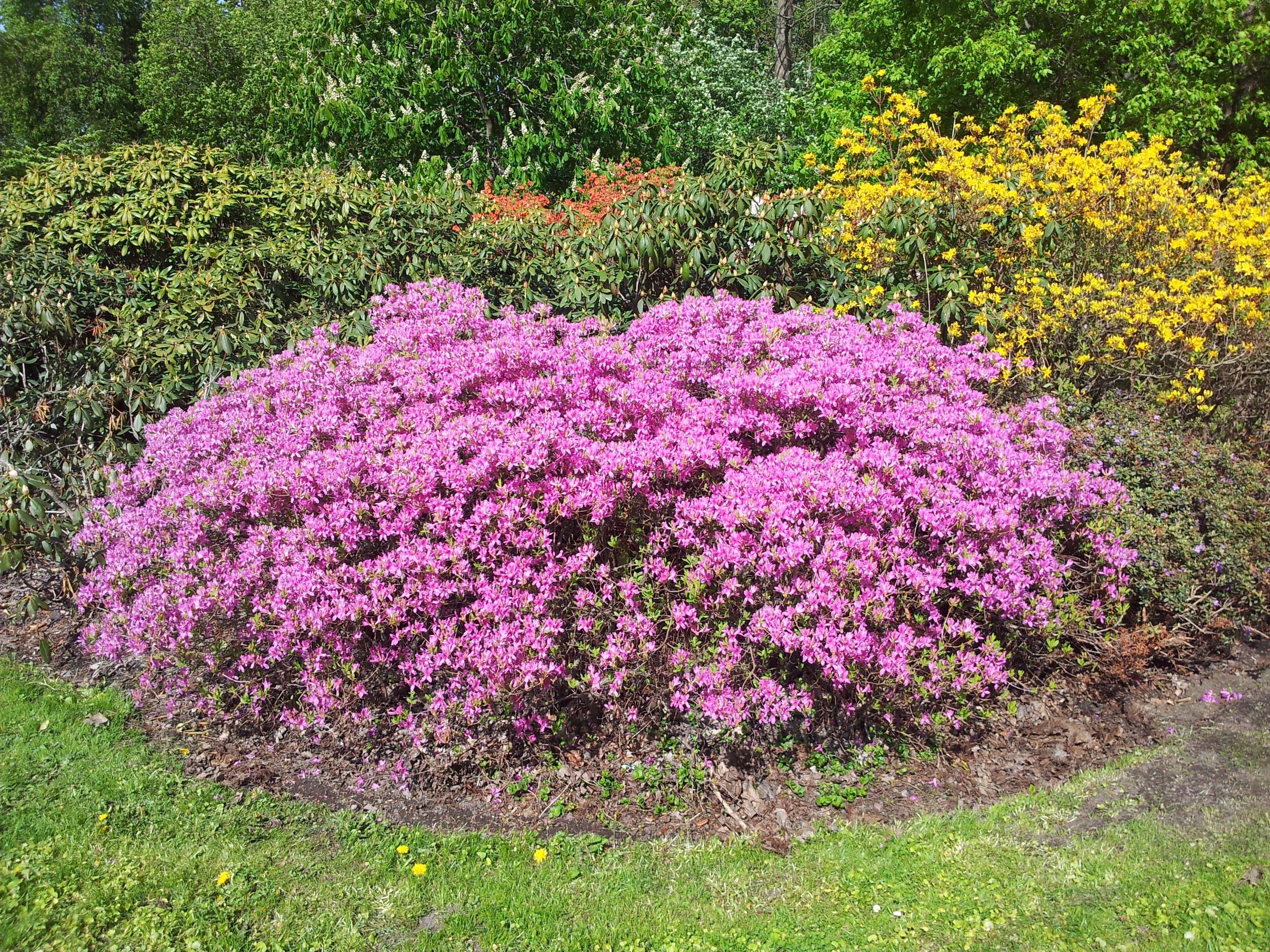